# Montpellier Hérault Sport Club
Il Montpellier Hérault Sport Club, noto semplicemente come Montpellier, è un club calcistico francese con sede nell'omonima città dell'Occitania, militante nella Ligue 2 (seconda divisione del calcio francese); disputa le proprie partite casalinghe allo Stade de la Mosson, impianto da 32.900 posti.
Nella stagione 2011-2012 ha vinto il Campionato francese per la prima volta, battendo la concorrenza del Paris Saint-Germain.

## Storia
Lo Stade Olimpique Montpellier (anche se agli albori prese la denominazione di Sport Olimpique Montpellier) fu fondato nel 1919, adottando immediatamente come colori sociali il rosso e il bianco, che erano tra l'altro i colori della città.
Il club vero e proprio nacque però nel 1974 dalla fusione di tre differenti formazioni (l'AS Paillade, il Montpellier Littoral SC e lo SO Montpellier). A partire dal 1974, sotto la guida del presidente Louis Nicollin, la squadra compì una vera e propria ascesa verso la massima divisione, raggiungendola nella stagione 1980-1981. Negli anni ottanta e novanta l'HSC disputò buone stagioni in Ligue 1 grazie a giocatori come Carlos Valderrama, Laurent Blanc ed Éric Cantona. Nella stagione 1990-1991 la squadra fu protagonista in Coppa delle Coppe, dove uscì sconfitta ai quarti di finale dal Manchester United (futuro vincitore), non prima di aver eliminato PSV Eindhoven e Steaua Bucarest.
Il XXI secolo si aprì con la retrocessione della stagione 2002-2003. Prontamente ritornato in Ligue 1, dopo un solo anno di permanenza nella massima serie retrocedette di nuovo in Ligue 2, dove ha militato fino alla stagione 2008-2009, anno della nuova promozione in prima divisione. 

## La storica vittoria della Ligue 1
Il Montpellier, pur essendo una squadra neopromossa, si ritrova sorprendentemente con una rosa molto competitiva, giovane e ricca di giovani promesse quali Yanga-Mbiwa, El Kaoutari, Aït-Fana e Belhanda, ma anche di elementi più esperti come il colombiano Hugo Montaño, il senegalese Camara e il bosniaco Emir Spahić. La squadra si rivela una vera e propria sorpresa nella stagione 2009-2010, classificandosi al quinto posto e ottenendo di cosneguenza la qualificazione all'Europa League. Eliminata ai preliminari della seconda competizione europea per club, disputa nella stagione seguente la finale della Coppa di Lega francese, perdendola a vantaggio dell'Olympique Marsiglia.
Nella stagione 2011-2012 il Montpellier vede la crescita di tante delle sue giovani promesse e vince il campionato francese per la prima volta nella sua storia, sconfiggendo l'Auxerre (2-1) all'ultima giornata di campionato e chiudendo così davanti al più quotato Paris Saint-Germain. L'annata successiva, invece, si è rivelata piuttosto deludente: la squadra di Renè Girard non è infatti riuscita a difendere il titolo nazionale, concludendo il torneo al 9º posto e non qualificandosi nemmeno per le coppe europee, mentre in Champions League è arrivata ultima in un girone formato da Arsenal, Schalke 04 e Olympiakos, senza riuscire a vincere neanche una partita; anche nelle coppe nazionali il club non ha avuto fortuna, venendo eliminato ai sedicesimi di finale di Coupe de France (sconfitta per 2-3 contro il Sochaux) e in semifinale di Coupe de la Ligue (sconfitta per 0-2 contro il Rennes).
Al termine della stagione 2024-2025 il club retrocede in Ligue 2,dopo 16 campionati di fila in massima serie.

## Colori e simboli

### Simboli

#### Stemmi

1919
1931
Stemma utilizzato dal 2000

## Stadio
I club disputa le proprie partite casalinghe allo Stade de la Mosson, impianto sportivo che mette a disposizione dei tifosi 32.900 posti a sedere.

## Allenatori
- 1924-1926  Victor Gibson
- 1926-1927  ...
- 1927-1933  René Dedieu
- 1933-1935  ...
- 1935-1936  René Dedieu
- 1936-1937  Jules Dewaquez
- 1937-1938  Istvan Berecz
- 1938-1939  Georges Azéma
- 1945-1946  Gabriel Bénézech
- 1946-1948  Georges Kramer
- 1948-1950  Georges Winckelmans
- 1950-1951  Jean Bastien
- 1951-1952  Istvan Zavadsky
- 1952-1953  Luis Cazarro
- 1953-1954  Julien Darui
- 1954-1956  Marcel Tomazover
- 1956-1958  Istvan Zavadsky
- 1958-1963  Hervé Mirouze
- 1963-1968  Louis Favre
- 1968-1969  Roger Rolhion
- 1969-1970  Marian Borowski
- 1970-1974  Hervé Mirouze
- 1974-1976  André Cristol
- 1976-1980  Robert Nouzaret
- 1980-1982  Abdelkader Firoud

 Jacques Bonnet
- 1982-1985  Jacques Bonnet
- 1985-1987  Michel Mézy
- 1987-1989  Pierre Mosca
- 1989-1990  Aimé Jacquet

 Michel Mézy
- 1990-1992  Henryk Kasperczak
- 1992-1994  Gérard Gili
- 1994-1995  Gérard Gili

 Michel Mézy
- 1995-1998  Michel Mézy
- 1998-1999  Jean-Louis Gasset
- 1999-2000  Jean-Louis Gasset (1ª-17ª)

 Michel Mézy (18ª-34ª)
- 2000-2002  Michel Mézy
- 2002-2003  Michel Mézy 1ª-12ª)

 Gérard Bernardet (13ª-38ª)
- 2003-2004  Gérard Bernardet (1ª-24ª)

 Robert Nouzaret (25ª-38ª)
- 2004-2005  Robert Nouzaret

 Jean-François Domergue
- 2005-2006  Jean-François Domergue
- 2006-2007  Jean-François Domergue (1ª-33ª)

 Serge Delmas,  Pascal Baills,  Ghislain Printant (34ª)
 Rolland Courbis (35ª-38ª)
- 2007-2009  Rolland Courbis
- 2009-2013  René Girard
- 2013-2015  Rolland Courbis
- 2015-2016  Rolland Courbis (1ª-19ª)[5]

 Pascal Baills, Bruno Martini (20ª-22ª)
 Frédéric Hantz
- 2017-2021  Michel Der Zakarian
- 2021-2022  Olivier Dall'Oglio
- 2022-2023  Olivier Dall'Oglio (1ª-11ª)

 Romain Pitau (12ª-22ª) - ad interim
 Michel Der Zakarian (23ª-38ª)
- 2023-2024  Michel Der Zakarian
- 2024-2025  Michel Der Zakarian (1ª-8ª)

 Jean-Louis Gasset (9ª-28ª)
 Zoumana Camara (29ª-)

## Calciatori

### Capitani
- Roger Milla (Marocco 1988)
- Bill Tchato (Mali 2002)
- Siaka Tiéné (Guinea Equatoriale 2015)

## Palmarès

### Competizioni nazionali
- Campionato francese: 1

2011-2012
- Campionato francese di seconda divisione: 4

1945-1946, 1960-1961, 1980-1981 (girone A), 1986-1987 (girone B)
- Coppa di Francia: 2

1928-1929, 1989-1990

### Competizioni internazionali
- Coppa Intertoto UEFA: 1  (record francese a pari merito con Bordeaux, Strasburgo, Guingamp, Auxerre, Bastia, Lione, Paris Saint-Germain, Troyes, Lilla, Marsiglia e  Lens)

1999

### Competizioni giovanili
- Coppa Gambardella: 2

1996, 2009
- Championnat National U19: 1

2017-2018

## Partecipazioni

### Campionati
| Livello | Categoria  | Partecipazioni | Debutto   | Ultima stagione | Totale |
| ------- | ---------- | -------------- | --------- | --------------- | ------ |
| 1º      | Division 1 | 15             | 1980-1981 | 2001-2002       | 33     |
| 1º      | Ligue 1    | 18             | 2002-2003 | 2024-2025       | 33     |
| 2º      | Division 2 | 9              | 1978-1979 | 2000-2001       | 15     |
| 2º      | Ligue 2    | 6              | 2004-2005 | 2025-2026       | 15     |

### Coppe
Nazionali
| Competizione     | Partecipazioni | Debutto   | Ultima stagione | Totale |
| ---------------- | -------------- | --------- | --------------- | ------ |
| Coppa di Francia | 43             | 1974-1975 | 2024-2025       | 38     |

Europee
| Competizione           | Partecipazioni | Debutto   | Ultima stagione | Totale |
| ---------------------- | -------------- | --------- | --------------- | ------ |
| UEFA Champions League  | 1              | 2012-2013 | 2012-2013       | 1      |
| Coppa UEFA             | 1              | 1996-1997 | 1996-1997       | 2      |
| UEFA Europa League     | 1              | 2010-2011 | 2010-2011       | 2      |
| Coppa delle Coppe UEFA | 1              | 1990-1991 | 1990-1991       | 1      |
| Coppa Intertoto        | 2              | 1997      | 1999            | 1      |

## Statistiche

### Individuali
La lista dei primatisti resa nota dal sito ufficiale.
| Record di presenze - 429 Pascal Baills (1983-1991, 1995-2000) - 377 Bruno Carotti (1991-1995, 2001-2009) - 349 Kader Ferhaoui (1985-1993, 1996-1998) - 340 Jean-Christophe Rouviere (1993-1999, 2001-2005) - 336 Souleymane Camara (2007-2020) - 303 Philippe Delaye (1999-2000, 2005-2010) - 291 Laurent Blanc (1983-1991) - 275 Geoffrey Jourdren (2006-2017) - 273 Michel Der Zakarian (1988-1997) - 266 Thierry Laurey (1987-1988, 1992-1998) | Record di reti - 84 Laurent Blanc (1983-1991) - 70 Jean-Marc Valadier (1976-1978, 1982-1989) - 67 Souleymane Camara (2007-2020) - 50 Christophe Sanchez (1992-1998) - 48 Víctor Hugo Montaño (2005-2010, 2013-2014) - 48 Fabrice Divert (1991-1995) - 47 Philippe Delaye (1999-2000, 2005-2010) - 44 Jacques Vergnes (1966-1968, 1979-1982) - 43 Bernard Ducuing (1978-1984) - 41 Roger Milla (1986-1989) |

## Organico

### Rosa 2025-2026
Aggiornata al 20 agosto 2025.
| N. |                                 | Ruolo | Calciatore          |
| -- | ------------------------------- | ----- | ------------------- |
| 1  | Bosnia ed Erzegovina (bandiera) | P     | Belmin Dizdarević   |
| 2  | Costa d'Avorio (bandiera)       | D     | Bamo Meïté          |
| 3  | Guinea (bandiera)               | D     | Issiaga Sylla       |
| 4  | Mali (bandiera)                 | D     | Boubakar Kouyaté    |
| 5  | Mali (bandiera)                 | D     | Modibo Sagnan       |
| 6  | Francia (bandiera)              | D     | Christopher Jullien |
| 9  | Algeria (bandiera)              | A     | Andy Delort         |
| 10 | Tunisia (bandiera)              | A     | Wahbi Khazri        |
| 11 | Francia (bandiera)              | C     | Téji Savanier       |
| 13 | Francia (bandiera)              | C     | Joris Chotard       |
| 14 | Marocco (bandiera)              | A     | Othmane Maamma      |
| 16 | RD del Congo (bandiera)         | P     | Dimitry Bertaud     |
| 17 | Francia (bandiera)              | D     | Théo Sainte-Luce    |
| 18 | Francia (bandiera)              | C     | Nicolas Pays        |
| 19 | Francia (bandiera)              | C     | Rabby Nzingoula     |

| N. |                                | Ruolo | Calciatore            |
| -- | ------------------------------ | ----- | --------------------- |
| 21 | Francia (bandiera)             | D     | Lucas Mincarelli      |
| 22 | Marocco (bandiera)             | C     | Khalil Fayad          |
| 27 | Svizzera (bandiera)            | D     | Bećir Omeragić        |
| 28 | Camerun (bandiera)             | A     | Glenn Ngosso          |
| 29 | Camerun (bandiera)             | D     | Enzo Tchato           |
| 39 | Francia (bandiera)             | A     | Yanis Issoufou        |
| 41 | Emirati Arabi Uniti (bandiera) | A     | Junior Ndiaye         |
| 44 | Francia (bandiera)             | D     | Théo Chennahi         |
| 45 | Serbia (bandiera)              | C     | Stefan Džodić         |
| 47 | Francia (bandiera)             | D     | Yaël Mouanga          |
| 49 | Camerun (bandiera)             | D     | Wilfried Ndollo Bille |
| 52 | Serbia (bandiera)              | D     | Nikola Maksimović     |
| 70 | Francia (bandiera)             | C     | Tanguy Coulibaly      |
| 77 | Mali (bandiera)                | D     | Falaye Sacko          |